# Clotilde Luisi
Clotilde Luisi (1882-1969) là nữ luật sư đầu tiên ở Uruguay. Bà cũng là giáo sư, nhà sư phạm, dịch giả, nhà hoạt động nữ quyền và là người phụ nữ đầu tiên của Uruguay học tại Khoa Luật của Đại học Cộng hòa.

## Tiểu sử
Sinh ra ở Paysandú năm 1882, Luisi là con gái của Thiên thần Luisi Pisano, một người di cư Ý và Josefina Janicki, con gái của người Ba Lan lưu vong ở Pháp. Bà có hai chị em gái, Luisa và Paulina.
Luisi đã tham dự Học viện dành cho nữ sinh bình thường ở Montevideo và hoàn thành trình độ dành cho Giáo viên tiểu học bình thường. Năm 1900, với học bổng được trao tặng bởi Viện dành cho trẻ em khiếm thính ở Buenos Aires, bà chuyển đến thành phố này để nghiên cứu phương pháp dạy trẻ khuyết tật. Hai năm sau, sau khi vượt qua kỳ thi của mình trong môn học này, bà trở về nhà và vào Đại học Cộng hòa. Từ năm 1906 đến 1911, Luisi học Luật và Khoa học xã hội và lấy bằng Advocate, là người phụ nữ đầu tiên ở Uruguay làm điều đó. Sau đó, Luisi được gửi đến châu Âu để đại diện cho Uruguay tại Hội nghị các giáo viên khiếm thính được tổ chức tại Rome.
Khi trở về nhà, bà được bổ nhiệm làm giáo sư triết học và tôn giáo đạo đức trong Viện dành cho nữ sinh bình thường. Sau đó, sau khi tổ chức thư viện của Trường Luật của Đại học Cộng hòa, cô được bổ nhiệm làm giáo sư tại trường đó. Khi Đại học Phụ nữ được thành lập vào năm 1913 tại Montevideo, Luisi trở thành trưởng khoa đầu tiên, một vị trí mà cô giữ cho đến năm 1919. Luisi viết về các chủ đề lịch sử và triết học, và dịch một số tác phẩm triết học sang tiếng Tây Ban Nha. Luisi cũng đã viết những câu chuyện trong tĩnh mạch "tuyệt vời". Luisi chết ở Montevideo năm 1969.